# Meira e Sá
Francisco de Salles Meira e Sá, mais conhecido como Meira e Sá (Sousa, 29 de janeiro de 1856 — 15 de dezembro de 1920), foi um magistrado e político brasileiro. 

## Biografia e carreira política
Meira e Sá era filho do político e jurista Olinto José Meira e sua primeira esposa, Maria Joaquina de Albuquerque Sá. Seu pai foi Presidente da Província do Pará e do Rio Grande do Norte (1863-1866), além de deputado geral do Império eleito pela Província da Paraíba. Por influência do seu pai, Francisco Meira iniciou os estudos em Natal, seguindo para os estudos secundários no Colégio São Bernardo, na cidade de Recife, preparando-se para o ingresso na Faculdade de Direito pernambucana assim como seu pai. Em Recife, bacharelou-se em Ciências Jurídicas e Sociais na Faculdade de Direito (1878).
Após se tornar Bacharel, foi nomeado Promotor Público na Comarca de Ceará-Mirim (1879-1884); posteriormente Juiz Municipal e de Órgãos na mesma cidade (1888-1892), onde também seria Juiz de Direito, e Desembargador membro do Superior Tribunal de Justiça do Rio Grande do Norte.
Além do direito, Meira e Sá atuou fortemente no setor de educação e em campanhas abolicionistas. Foi fundador e diretor do Colégio São Francisco de Sales, em Ceará-Mirim/RN e Presidente do Instituto de Proteção à Infância e da Liga de Ensino. Também criou o Popular Instituto Literário e coordenou a Campanha Abolicionista local, criando o jornal 'A Libertadora' de Ceará-Mirim. Também foi um Membro Fundador do Instituto Histórico e Geográfico do Rio Grande do Norte.
Em 1891, foi eleito deputado estadual constituinte do Rio Grande do Norte, compondo a primeira Legislatura do período republicano daquela Casa Legislativa. Na sequência, foi eleito vice-governador da história do Rio Grande do Norte, no período entre 1896 a 1900, na chapa de Joaquim Ferreira Chaves Filho. Posteriormente, foi eleito Senador da República pelo Rio Grande do Norte de 1907 a 1910. Ao final do mandato no Senado Federal, foi nomeado juiz federal e desembargador a partir de 1910.

### Trabalhos publicados selecionados[1]
- Unidade do direito privado. Natal, 1912. Typografia do Instituto Histórico.
- Relatórios sobre as theses I e II do questionário de direito público no Congresso Jurídico Americano do Rio, em 1900, como representante do Superior Tribunal de Justiça do Rio Grande do Norte. Rio, Imprensa Nacional, 1900.
- Conferência sobre o Sábio Jurisconsulto Dr. Augusto Teixeira de Freitas. Natal, Typografia da República, 1900.
- Simples notas do laudo do Conselheiro Lafayette na questão de limites entre o estado do Rio Grande do Norte e do Ceará. Natal, Typografia da República, 1902. - Recurso Extraordinário. (Missiva ao Exmo. Dr. Amaro Cavalcanti). Natal, Typografia de A. Leite, 1911.
- Ecos do sertão: Estrada de Ferro Mossoró. São Francisco, Natal. 1912. Typografia Da República.
- O Direito Invertido. 1914. Typografia D'a República, Natal.
- Estudos Econômicos (sobre as tarifas da estrada de ferro central do Rio Grande do Norte). Natal, Typografia da República, 1913.
- Culto Cívico (Conferências). Natal. Atelier Tipográfico, 1917.

## Links externos
- «Biografia - Página do Senado Federal». Consultado em 19 de julho de 2008. Arquivado do original em 13 de setembro de 2004